# Al massimo ribasso
Al massimo ribasso è un film drammatico italiano del 2017 diretto e scritto da Riccardo Iacopino, ambientato a Torino. Il film denuncia la pratica di vincere gli appalti pubblici mediante le offerte al ribasso.

## Trama
Diego è un investigatore privato con un passato da poliziotto che trascorre il tempo libero giocando ai videogiochi e al bar del quartiere. Grazie alla collaborazione con un hacker e alla sua abilità di leggere nel pensiero, Diego aiuta un ingegnere affiliato alla mafia a vincere gli appalti con offerte al massimo ribasso, costringendo i concorrenti al fallimento. Diego non può controllare né svelare il suo potere, per questo conduce una vita solitaria e ai margini della città, priva di legami, a eccezione di un fratello ricoverato in ospedale. L'incontro con Anita, un'infermiera con problemi di dipendenza, metterà in crisi le sue attività illecite e la sua doppia morale.

## Produzione
Le riprese hanno avuto luogo a settembre e ottobre 2016 nella città di Torino, in particolare presso Porta Palazzo (Piazza della Repubblica), Lungo Po Antonelli, Parco Aurelio Peccei. Le ambientazioni al chiuso invece sono state realizzate in alcuni luoghi storici e iconici della città, come Docks Dora e il Circolo dei Lettori. La scena della riunione sindacale ha avuto luogo presso la Cooperativa Arcobaleno, che ha prodotto il film attraverso un crowdfunding.

## Distribuzione
Il lungometraggio è stato presentato fuori concorso al Torino Film Festival 2017 nella sezione Festa Mobile/Film Commission Torino Piemonte.

## Riconoscimenti
- 2018 - Premio Sudestival
  - Premio Speciale della Giuria[7]